# Смарагд (Караяннидис)
Епи́скоп Сма́рагд (греч. Επίσκοπος Σμάραγδος, в миру Иоа́ннис Караянни́дис, греч. Ιωάννης Καραγιαννίδης; род. 18 января 1970, Каламата) — архиерей Константинопольской православной церкви, епископ Дафнусийский (с 2020), викарий Халкидонской митрополии.

## Биография
С 1974 по 1981 год обучался в начальной школе в Каламате. В 1981—1987 годы обучался в средней школе и лицее в Драме. В 1988—1989 годы проходил военную службу. С 1989 по 1998 год работал в молочной промышленности.
В 1999—2003 годы обучался в Высшей церковной школе в Салониках. В 2004—2007 годы обучался на богословском факультете Университета имени Аристотеля в Салониках.
30 сентября 2007 года рукоположён во диакона. Служил в храме святого Пантелеимона в Кузгунджуке. 25 декабря 2014 года рукоположён во священника с возведением в сан архимандрита. Служил в храме пророка Илии в Скутари (Ускюдаре). 15 апреля 2016 года возведён в сан протосинкелла.
23 июня 2020 года Священным синодом Константинопольской православной церкви был избран для рукоположения в сан епископа Дафнусийского, викария Халкидонской митрополии.
19 июля 2020 года в Свято-Троицкой церкви Халкидона был хиротонисан в сан епископа Дафнусийского. В хиротонии приняли участие: митрополит Халкидонский Афанасий (Папас), митрополит Мадитский и Галлиопольский Стефан (Динидис), митрополит Кидониеский Афинагор (Хрисанис) и епископ Тралльский Вениамин (Димопулос).